# Weill Cornell Medical College
Das Weill Cornell Medical College ist das biomedizinische Forschungszentrum und die Medizinische Fakultät der Cornell University, einer privaten Ivy-League-Universität. Das College liegt zusammen mit der Weill Cornell Graduate School of Medical Sciences in Manhattan.
Am College stehen pro Jahr um die 100 Studienplätze zur Verfügung. Im Jahr 2010 haben sich 5565 Personen auf einen Studienplatz beworben und 793 von ihnen wurden interviewt. Von diesen haben 101 einen Studienplatz bekommen. Der durchschnittliche GPA liegt bei 3,77 (Maximum ist 4,0).

## Geschichte

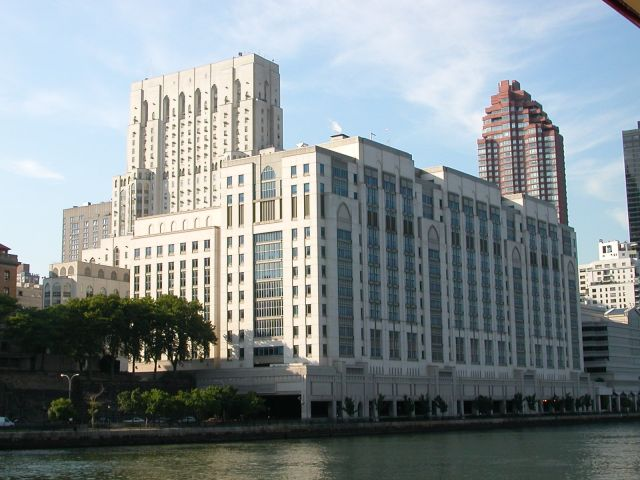
NewYork-Presbyterian/Weill Cornell

Das College wurde am 14. April 1898 mit einer finanziellen Unterstützung von Oliver Hazard Payne gegründet. Es wurde in New York City eröffnet, da in Ithaca, wo der Hauptcampus liegt, zu wenig Platz zur Verfügung stand, um ausreichende klinische Übungsbereiche zu errichten.
In 1927 wurde mit Hilfe eine Spende in Höhe von 27 Millionen US-Dollar von William Payne Whitney die Payne Whitney Psychiatric Clinic gebaut, welche ein Symbol für die Anstrengungen von Weill Cornell im psychiatrischen Bereich wurden. Im gleichen Jahr startete die Zusammenarbeit mit dem New York Hospital. Die Krankenpflegeschule des Krankenhauses wurde 1942 der Universität angegliedert, die nun bis zu ihrer Schließung 1979 als Cornell Nursing School auftrat.
1998 sind das New York Hospital und das Presbyterian Hospital (das Lehrkrankenhaus der Columbia University College of Physicians and Surgeons) fusioniert. Das Krankenhaus heißt heute NewYork-Presbyterian Hospital. Im Gegensatz zu den Krankenhäusern bleiben die Fakultäten von der Cornell und Columbia-Universität unabhängig und getrennt voneinander. Sämtliche Teile des NewYork-Presbyterian Hospital sind Teil eines der beiden Colleges.
Außerdem wurde 1998 das College, das durch eine Spendenaktion von Sanford I. Weill 400 Millionen US-Dollar erhalten hatte, in Weill Medical College of Cornell University umbenannt.

## Profil

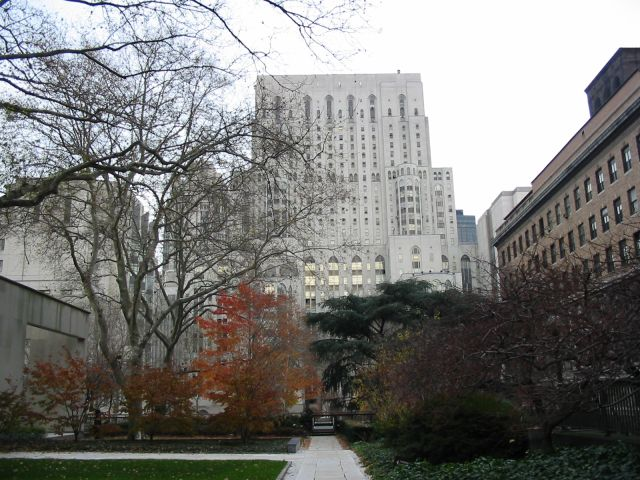
Weill Medical Center von der Rockefeller University aus gesehen

Wohlgleich es sich in vielen Punkten mit anderen medizinischen Instituten ähnelt, gibt es doch Unterschiede in einigen entscheidenden Punkten. Das Haupt-Lehrkrankenhaus ist das NewYork-Presbyterian Hospital, welches zwei medizinische Zentren umfasst: Das NewYork-Presbyterian Hospital/Weill Cornell Medical Center und das NewYork-Presbyterian Hospital/Columbia University Medical Center.
Im Gegensatz zu ähnlichen Fällen hat diese Krankenhausfusion nicht nur zu einer Reduzierung es administrativen Aufwands, sondern auch zu einer Stärkung von akademischen Programmen an beiden Universitäten geführt.
Zusätzlich zur Zugehörigkeit zum NewYork-Presbyterian Hospital gibt es diverse weitere Zugehörigkeiten zu unterschiedlichen Krankenhäusern.
Das Weill Cornell Medical College hat die erste amerikanische Medizinschule außerhalb der Vereinigten Staaten eröffnet. Das Weill Cornell Medical College in Qatar wurde 2004 eröffnet. Seine Fakultäten finden sich in der Education City von Katar in der Nähe von Doha. In Katar wird eine sechsjährige medizinische Ausbildung mit Fokus auf Patientenpflege angeboten. Weill Cornell war außerdem aktiv in der Entstehung des Weill Bugando Medical College in Mwanza, Tansania involviert.

## Bücherei
Die Weill Cornell Medical College Library liegt an der York Ave in Manhattan und beinhaltet das Archiv des Colleges. Das Archiv beherbergt das Institutsarchiv, ein Bilderarchiv, vertrauliche Patientenakten sowie persönliche Paper und Manuskripte von wichtigen Personen des Instituts.

## Zahlen zu den Studierenden und den Dozenten
Im Herbst 2021 waren 1.371 Studierende an der Weill Cornell eingeschrieben; sie arbeiteten alle auf einen weiteren Abschluss hin und waren damit graduates. Von diesen waren 57 % weiblich und 43 % männlich; 22 % bezeichneten sich als asiatisch, 7 % als schwarz/afroamerikanisch, 10 % als Hispanic/Latino, 36 % als weiß und weitere 18 % kamen aus dem Ausland. Es lehrten 2.255 Dozenten an der Universität, davon 2.084 in Vollzeit und 171 in Teilzeit.
2010 waren es 1.041 Studierende.

## Bekannte Absolventen
- Mike Chang, Western Blot
- Robert Atkins, Erfinder der Atkins-Diät
- Carlos Cordon-Cardo, Arzt und Wissenschaftler, bekannt für seine Forschungen in experimenteller Pathologie und molekularer Onkologie
- John P. Donohue, Pionier in der Behandlung von Hodenkrebs
- Anthony Fauci, Direktor des National Institute of Allergy and Infectious Diseases am National Institutes of Health
- Wilson Greatbatch, Entwickler des Herzschrittmachers
- Henry Heimlich, Erfinder des Heimlich-Manövers
- Robert W. Holley, 1968 gemeinsam mit Har Gobind Khorana und Marshall Warren Nirenberg den Nobelpreis für Physiologie oder Medizin
- Mae Carol Jemison, ehemalige Astronautin
- Charles Everett Koop, ehemaliger Surgeon General of the United States Army
- Elizabeth Nabel,  Präsident des Brigham and Women’s Hospital,  Boston; ehemaliger Direktor des National Heart, Lung, and Blood Institute am National Institutes of Health.
- James Peake, Surgeon General of the United States Army sowie Kriegsveteranenminister der Vereinigten Staaten
- Nan Hayworth, erste weibliche Medizinerin, die in das Repräsentantenhaus gewählt wurde
- Ida Sophia Scudder, medizinische Missionarin in Indien; Gründerin des Christian Medical College, Vellore, Tamil Nadu